# Coelossia trituberculata
Coelossia trituberculata är en spindelart som beskrevs av Simon 1903. Coelossia trituberculata ingår i släktet Coelossia och familjen hjulspindlar. Inga underarter finns listade i Catalogue of Life.